# Centre national d'entraînement des forces de gendarmerie
Le Centre national d'entraînement des forces de gendarmerie ou CNEFG est implanté à Saint-Astier, en Dordogne.

## Historique
Le Centre de perfectionnement de la gendarmerie mobile (CPGM) est créé en 1969, à la suite des événements de mai 1968, sur un ancien site de l'Armée de l'air — la BA 276 — à Saint-Astier. Le but est d'assurer l'entraînement et le perfectionnement des escadrons de gendarmerie mobile (EGM) au rétablissement et au maintien de l'ordre.
Les principales dates de l’évolution de ce centre de formation des forces de gendarmerie sont ensuite les suivantes :
1. En 1971, le CPGM devient le « centre d'instruction de la Gendarmerie » (CIG) : il assure ainsi la formation d'élèves-gendarmes issus des gendarmes auxiliaires. La mission de recyclage et d’entraînement des gendarmes mobiles est mise en sommeil.
2. En 1973, est ajouté au CIG le « centre d'instruction des gendarmes auxiliaires » (CIGA) dont la fonction est d'assurer la formation initiale, avant affectation, des appelés du contingent devant servir en unité de gendarmerie départementale.
3. Le 1er février 1974, la caserne Davout à Bergerac est mise à la disposition du « Commandement des écoles » afin d'augmenter la capacité d'incorporation du CIGA de Saint-Astier.
4. En 1977, le CIG reprend son activité de formation et de perfectionnement au maintien de l'ordre des escadrons de gendarmerie mobile : le CIG est ainsi articulé en deux centres, le CIGA et le CPGM.
5. En 1984, le CIG devient « École de sous-officiers de gendarmerie – Centre d'instruction des gendarmes auxiliaires » (« ESOG-CIGA ») Saint-Astier / Bergerac et le CPGM prend quant à lui l’appellation de « Division de perfectionnement de la gendarmerie mobile » (DPGM).
6. Le 1er juillet 1999, l'école devient le « Centre national d'entraînement des forces de gendarmerie » (« CNEFG ») et un drapeau lui est confié.

## Moyens

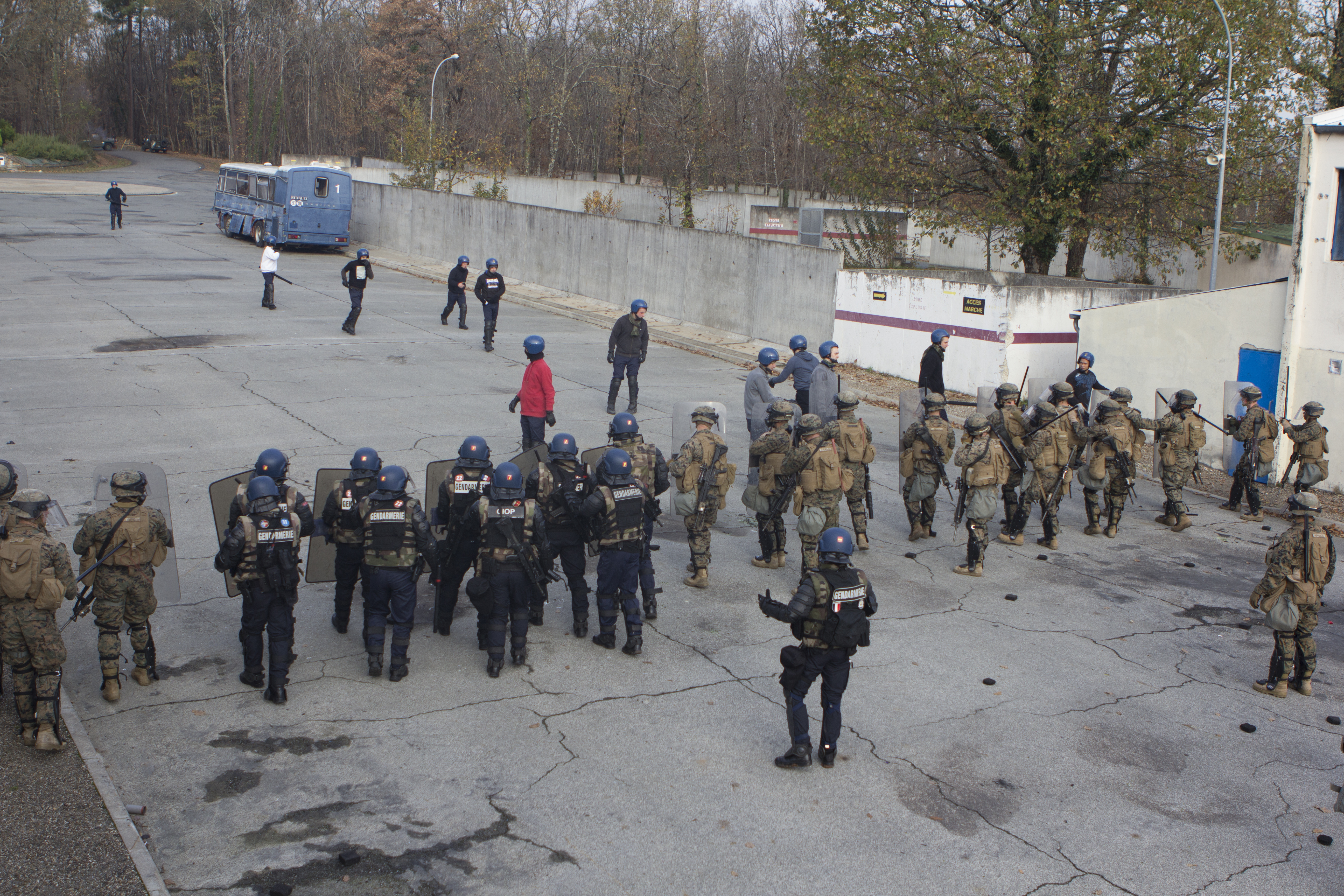
Exercice de contrôle de foule par des Marines américains et des gendarmes au CNEFG en décembre 2014.

Le Centre compte environ 215 officiers, sous-officiers, gendarmes adjoints volontaires et personnels civils.
Chaque année, le CNEFG reçoit plus de 13 000 stagiaires et visiteurs. Tous ces stages sont encadrés par des officiers et sous-officiers d'expérience, spécialistes du rétablissement de l'ordre ou de l'intervention professionnelle.
La caserne Général Dupuy propose sur 146 hectares :
- des structures d'accueil et de soutien des stagiaires (pouvant accueillir jusqu'à 900 stagiaires par jour) ;
- des installations d'entraînement (tour d'instruction aux techniques d’intervention, stands de tir, bâtiment de simulation…) ;
- plusieurs parcours d'audace individuel et collectif (pistes bleue, jaune et rouge) ;
- une ville « artificielle » d'exercices ; elle sert à l'entraînement des groupements tactiques de gendarmerie (GTG) dans des situations de maintien ou de rétablissement de l'ordre.

## Missions

### Mission d'entraînement et de perfectionnement au rétablissement de l'ordre (RO)
Le rétablissement de l'ordre constitue une mission essentielle de la gendarmerie.
Le CNEFG dispense plusieurs types de formations au RO :
- l'entraînement de 11 jours au profit des 109 escadrons de gendarmerie mobile (EGM), de compagnies de la garde républicaine (GR) et des groupements de gendarmerie mobile (GGM) dans le but d'accroître la capacité opérationnelle et la cohésion dans les conditions réalistes — situation dégradée de violences urbaines, harcèlement par des groupes armés, emploi des blindés et des hélicoptères, visites ministérielles, escortes de convois sensibles, interventions en milieux particuliers (sites SEVESO), sensibilisation et préparation aux opérations extérieurs (OPEX) ;
- la formation tactique au commandement opérationnel pour les cadres de la gendarmerie mobile (GM) : gendarmes[N 1], gradés appelés à des responsabilités et officiers prenant un commandement de groupement de gendarmerie mobile (GGM) ;
- la formation complémentaire au profit des officiers élèves de l‘École des officiers de la Gendarmerie nationale de Melun (EOGN) et des élèves gendarmes en fin de cycle de formation initiale ;
- l'enseignement tactique et spécifique des équipages de véhicules blindés de gendarmerie (VBG), des pelotons d'intervention (PI) des EGM, des cellules image ordre public (CIOP).

### Mission de formation à l'intervention professionnelle (IP)

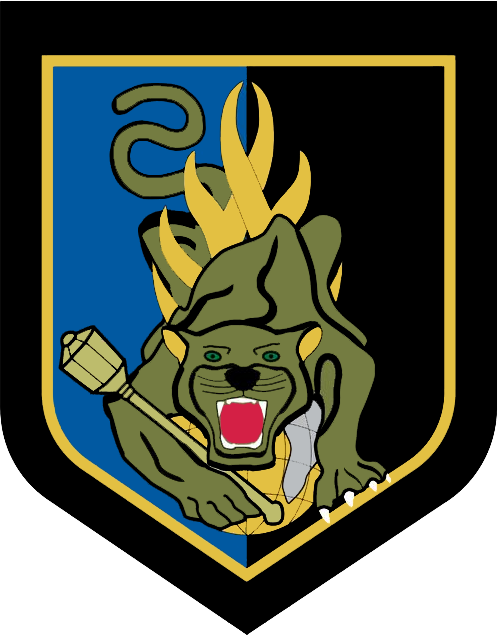
Écusson de bras gauche du CNEFG.

Centrée sur l'action quotidienne du gendarme, l'intervention professionnelle peut être définie comme un ensemble de techniques et tactiques, individuelles ou collectives, destiné à contraindre ou maîtriser un ou plusieurs adversaires avec le strict niveau de force nécessaire et en toute légalité.
Elle a pour but de faire intervenir les militaires en toute sécurité dans le respect de leur intégrité physique et de celle de l'adversaire, tout en veillant rigoureusement au cadre juridique (aspect légal, notamment de l'emploi de la force, de l'usage des armes et du respect des droits de la personne).
Dans un souci d'efficacité, elle vise à modéliser le comportement en intervention. Dans un ensemble unifié et cohérent, reposant sur une approche physiologique et traumatologique, elle enseigne les techniques et les tactiques nécessaires en intervention.
Le cursus de formation des formateurs en intervention professionnelle s'articule autour de quatre niveaux :
1. Aides Moniteurs d'Intervention Professionnelle Nouvelle Génération (AMIP NG): est chargé d' assister les MIP à l'occasion des séances d'instruction collective en IP tant en formation initiale que continue.
2. Moniteurs d'Intervention Professionnelle (MIP) : les MIP assurent la formation initiale (école) et continue (terrain) du personnel ; ils ont un rôle moteur au sein de leur unité en intervention.
3. Instructeurs d'Intervention Professionnelle (IIP) : les IIP sont des référents et des conseillers pédagogiques et opérationnels du commandement. Ils sont aussi chargés de la conception, de l'animation, de la coordination et de l'enseignement de l'IP.
4. Expert d'intervention Professionnelle (EIP): correspond à la reconnaissance d'une expertise technique dans l'enseignement de l'IP au profit des militaires titulaires du brevet de niveau 3 servant comme formateur des formateurs IP au CNEFG de Saint-Astier.

Une formation supplémentaire et spécifique concerne l'Intervention Professionnelle :
1. Moniteurs de Franchissement Opérationnel (MFO) : les MFO assurent la formation des gendarmes intervenant dans des conditions particulières : appréhensions d'individus sur des sites de grande hauteur (arbres, grues, rochers, silos...), recherches, investigations de police judiciaire et évacuations de personnes dans des milieux confinés, zones rocheuses ou gouffres. Ils doivent être titulaires et à jour d’une des qualifications suivantes : AMIP NG, MIP ou IIP.
2. Instructeur de Franchissement Opérationnel (IFO): titulaires du brevet MFO en cours de validité. Est chargé de la conception, de l'animation, de la coordination et du contrôle de l'instruction FO dispensée dans les écoles, les unités et les corps, à l'occasion des stages régionaux de recyclage ou de sélection.
3. Expert de Franchissement Opérationnel (Expert FO): La qualité d'expert FO  peut être reconnue aux IFO ayant servi pendant deux ans après l'obtention du brevet d'instructeur comme formateur de formateur au sein du département IP du CNEFG.

### Missions de formation à l'international

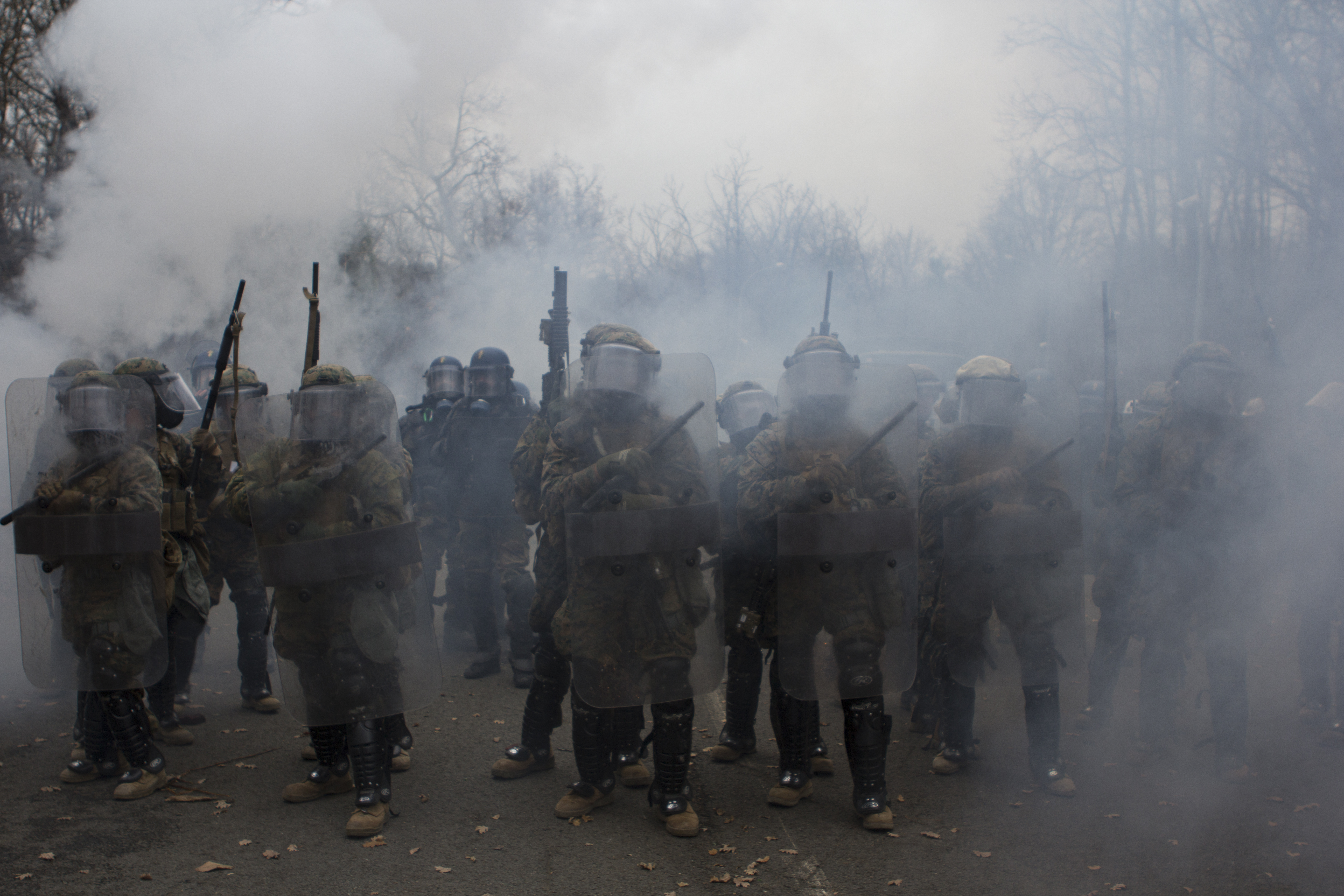
Marines américains de la Special Purpose Marine Air-Ground Task Force for Crisis Response de l'AFRICOM entraînés au maintien de l’ordre par la gendarmerie française en décembre 2014. Les militaires engagés dans des opérations de guerre asymétrique ou de missions d'aide humanitaire doivent souvent réagir à des mouvements de foules.

Depuis les années 1990, le Centre organise des stages d'entraînement et de formation pour les forces de gendarmerie et de police européennes : association France Italie Espagne Portugal (FIEP) qui comprend aujourd'hui 11 partenaires étrangers ; FPE (Force de Police Européenne) ; FGE (Force de Gendarmerie Européenne) ; EUPST (European Union Police Services Training).
Depuis 2009, le CNEFG organise des stages sous l'égide de l'OTAN : Police Mentor Liaison Team (POMLT) et Police Advisor Team (PAT).
Le Centre accueille également des stagiaires individuels étrangers qui viennent suivre des cursus de formation au rétablissement de l'ordre (RO) ou à l'intervention professionnelle (IP). Cette dimension internationale permet les échanges de compétence dans les domaines d'excellence enseignés par le CNEFG.
Dans le cadre d'accords bilatéraux ou multilatéraux, les instructeurs du CNEFG sont régulièrement engagés à l'étranger pour conduire des actions de coopération par des missions d'audit, d'expertise et de conseils aux pays partenaires ou organismes internationaux : ONU, OTAN, Union européenne (CEPOL – Collège européen de police), que ce soit au rétablissement de l'ordre ou à l'intervention professionnelle.
Depuis 2001, le CNEFG est jumelé avec l'Unidad de Acción Rural (UAR) de Logroño en Espagne. Depuis janv 2018 le CNEFG est également jumelé avec l'académie de police de Savatan (Suisse).
Il entretient également des liens étroits avec la Gendarmeria roumaine, et notamment le centre de formation d'Occhiuri.

### Un volet interministériel
Le CNEFG organise des stages de formation au profit de partenaires institutionnels chargés de missions de sécurité et de défense. Ainsi, il forme les Équipes Régionales d'Intervention et de Sécurité (ERIS) de l’administration pénitentiaire, du personnel de la surveillance générale (SUGE) de la SNCF ou encore des agents de l'office national de la chasse et de la faune sauvage (ONCFS). Ces stages adaptés, répondant aux besoins spécifiques de chacun, ont vocation à faire acquérir de bonnes pratiques de maîtrise et de gradation de la force déployée dans un cadre légal.

### Missions particulières du CNEFG

#### Études et expérimentations
En liaison avec des industriels, des expérimentations sont réalisées sur de nouveaux véhicules, nouvelles armes, munitions ou tenues.
Le Centre est également en mesure de conduire des études de terrain sur différentes thématiques (conception de matériel, suivi de la typologie de l'adversaire, des pratiques étrangères au RO).

#### Engagement opérationnel
Des officiers instructeurs du centre sont régulièrement engagés sur des manifestations majeures (sommets des G8 ou G20, etc.) permettant de renforcer les états-majors, d'actualiser les modes d'action des forces, comme les pratiques de l'adversaire afin de répondre aux exigences de réalisme des exercices.

#### Réflexion sur la doctrine
La direction générale de la Gendarmerie nationale associe le CNEFG aux groupes de travail portant sur l'évolution de la doctrine ou la rédaction de nouveaux textes.

### Divers
Le site abrite également un détachement de la 13e base de soutien du matériel.

## Commandants de centre
- Michel Pidoux (2010-2013)
- Pierre Casaubieilh (2013-2016)
- Stéphane Bras(2016-2019)
- Eric Lamiral (2019-2022)
- Bertin Malhet (2022-2025)